# Speleonectes lucayensis
Speleonectes lucayensis är en kräftdjursart som beskrevs av Jill Yager 1981. Speleonectes lucayensis ingår i släktet Speleonectes och familjen Speleonectidae.
Artens utbredningsområde är havet kring Bahamas. Inga underarter finns listade i Catalogue of Life.